# 380-kV-Leitung Sils–Soazza

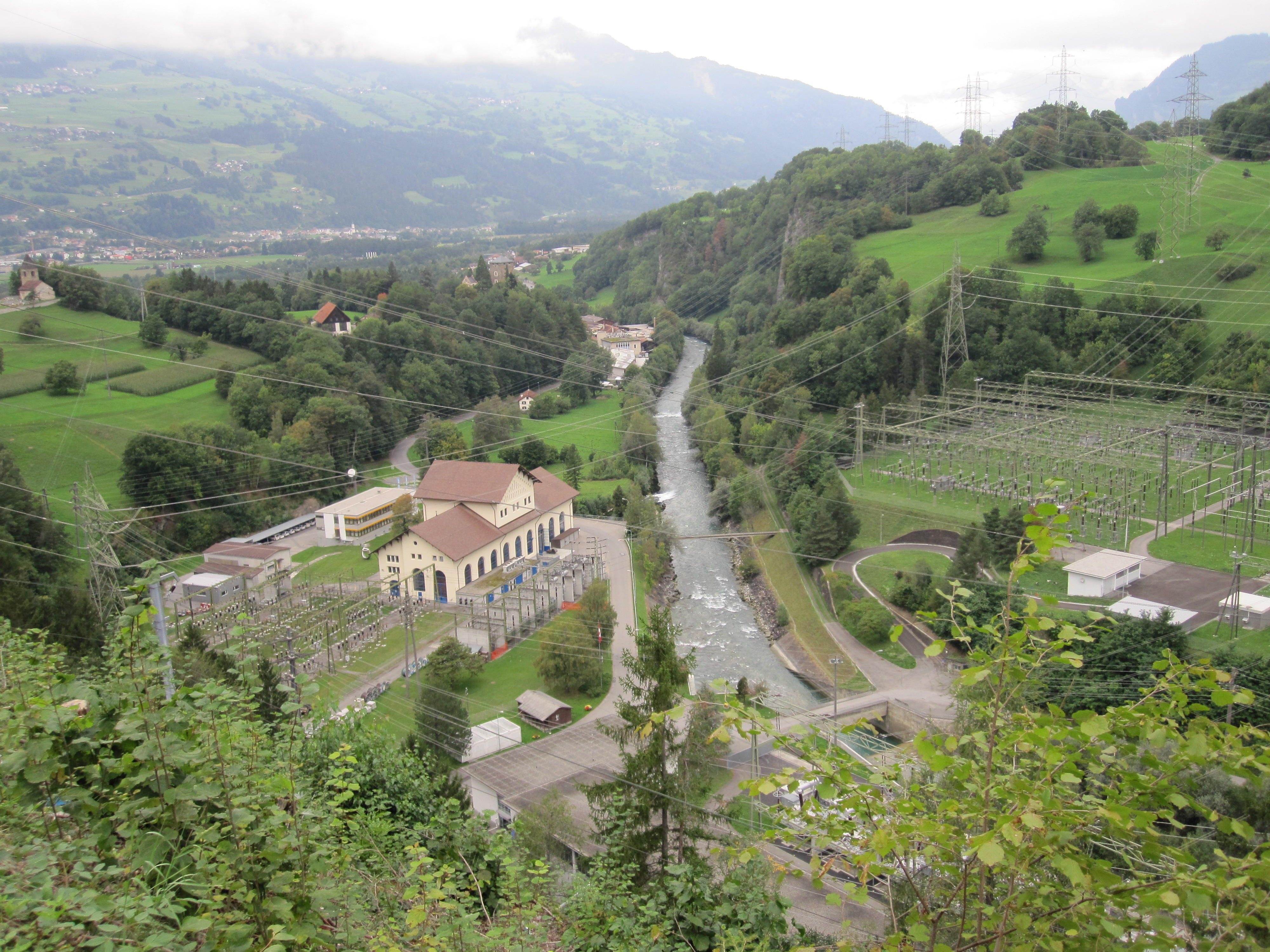
Anlage der EWZ (Elektrizitätswerke Zürich) in Sils im Domleschg

Die 380-kV-Leitung Sils–Soazza ist eine einkreisige Hochspannungsleitung für Dreiphasenwechselstrom. Sie ist eine wichtige Verbindung der Elektrizitätsgesellschaft Laufenburg für deren Export elektrischer Energie nach Italien. Die Durchleitungsrechte geniessen die Kraftwerke Hinterrhein. Die Energiestrasse beginnt in der Schaltstation in Sils im Domleschg. Sie folgt dem Schams, dem Rheinwald und dem San Bernardino. In Soazza im Misox befindet sich eine weitere Schaltstation. Dort nimmt eine zweikreisige 380-kV-Leitung den Strom auf und transportiert diesen direkt nach Italien.
Am 28. September 2003 gingen in ganz Italien die Lichter aus. Ursache war die Importabhängigkeit des Landes, welches seinen Strombedarf nicht aus eigener Erzeugung decken kann, sondern einen grossen Teil über die Schweiz und Frankreich bezieht. Auslöser des Stromausfalls war ein Baum, der um drei Uhr morgens in der Nähe von Brunnen der Lukmanierleitung (eine 380-kV-Leitung der Aare-Tessin AG für Elektrizität) zu nahe kam und dadurch die Abschaltung dieser wichtigen Nord-Süd-Verbindung über den Lukmanierpass bewirkte. Durch die darauffolgende Überlastung fielen ab 3:01 Uhr morgens mehrere Leitung aus Österreich, Slowenien, Frankreich und der Schweiz aus, darunter auch die 380-kV-Leitung Sils–Soazza.